# Podatek cukrowy
Podatek cukrowy – podatek akcyzowy nakładany na sprzedaż napojów słodzonych cukrem (ang. sugar sweetend beverages SSB), ew. innych produktów z wysoką zawartością cukru, w celu ograniczenia ich masowej konsumpcji i jej społecznie niepożądanych konsekwencji zdrowotnych.
Akcyza ta jest przedmiotem debaty w wielu państwach. Sprzeciwiali się jej producenci słodkich napojów (np. Coca-Cola we Francji); jej orędownicy, tacy jak krajowe zrzeszenia medyczne i Światowa Organizacja Zdrowia, promują ją jako przykład podatku Pigou, mającego być efektywną metodą walki z epidemią nadwagi i otyłości, oraz zachęcania społeczeństwa do zdrowego odżywiania.

## Historia
Norwegia, Finlandia i Dania stosowały podatek na napoje słodzone i soki, odpowiednio, od lat 1922, w okresie 1940–2017 i w latach 1930–2014 (w dwóch ostatnich przypadkach podatki zostały zniesione po negatywnej decyzji Komisji Europejskiej co do ich prawnej konstrukcji). Węgry wprowadziły podatek od produktów spożywczych zawierających duże ilości cukru i soli w 2011 r. We Francji ograniczony podatek od sprzedaży napojów słodzonych wprowadzono w 2012 r. Kolejnymi regionami w jakimś stopniu stosującymi to narzędzie stały się m.in. Mauritius (2013), Meksyk (2013), Wielka Brytania (2016), Berkeley (Kalifornia, 2014–2018), Filipiny (2017), Zjednoczone Emiraty Arabskie (2017), RPA (2018), Irlandia (2018) oraz Polska (2021).
W Polsce opłata cukrowa została wprowadzona na mocy ustawy z 14 lutego 2020 i obowiązuje od 1 stycznia 2021. Opłata obejmuje napoje i syropy spożywcze zawierające cukier lub substancję słodzącą oraz te z dodatkiem kofeiny lub tauryny. Nie podlegają jej wyroby medyczne, żywność specjalnego przeznaczenia medycznego, suplementy diety, preparaty do żywienia niemowląt, wyroby akcyzowe, wyroby mleczne, napoje izotoniczne oraz napoje zawierające co najmniej 20% soku owocowego, warzywnego lub owocowo-warzywnego. Wpływy z opłaty stanowią w 96,5% przychód Narodowego Funduszu Zdrowia oraz w 3,5% dochód budżetu państwa.

## Problemy zdrowotne

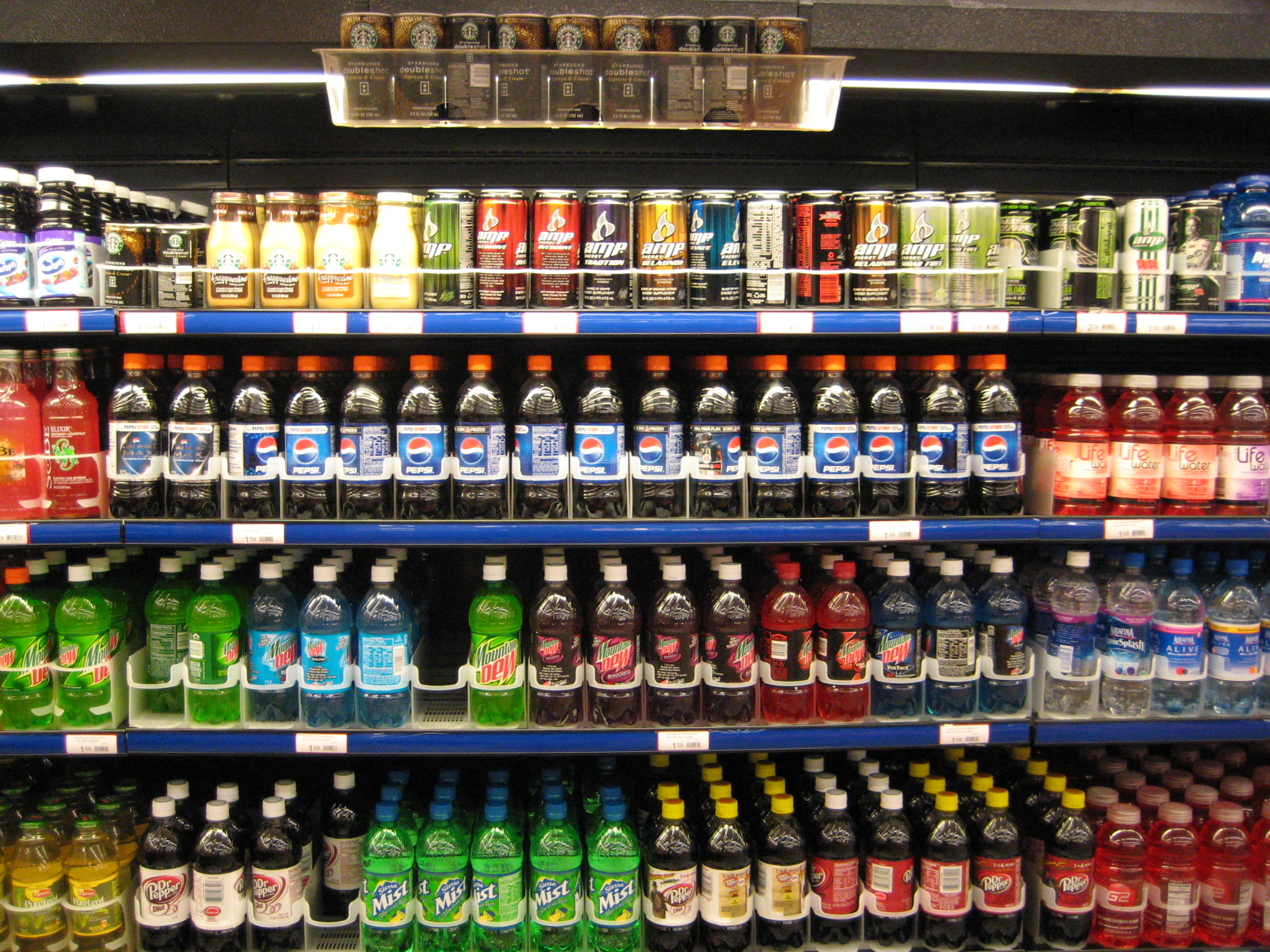
Napoje słodzone i gazowane wyeksponowane w sklepie

Wyniki badań epidemiologicznych wskazują, że spożywanie napojów gazowanych z dodatkiem cukru podnosi ryzyko otyłości u dzieci i dorosłych oraz w dłuższym czasie chorób cywilizacyjnych takich jak m.in. cukrzyca typu 2, choroby układu krążenia czy artretyzm – głównych współczesnych przyczyn niepełnosprawności i śmierci. Według oszacowania McKinsey Global Institute, globalne koszty otyłości przekraczają $2 biliony rocznie. Wszechobecność dosładzanego pożywienia uczyniła z jego konsumpcji przedmiot szczególnego zaniepokojenia ekspertów zdrowia publicznego. W krajach rozwiniętych takich jak Stany Zjednoczone i Wielka Brytania, słodzone napoje stanowią jedno z głównych źródeł kalorii w dietach nastolatków. Choć w niektórych państwach trend ich spożycia jest spadkowy, wśród dużych populacji takich krajów rozwijających się jak Indie czy Wietnam, popularność słodkich napojów dynamicznie rośnie. W USA, stanowiącym jeden z największych rynków komercyjnych napojów bezalkoholowych, ich roczna konsumpcja per capita wyniosła w 2014 r. 154 litry.
Orędownicy podatków cukrowych wskazują na analogię do historycznej efektywności akcyz na wyroby tytoniowe, w których przypadku główną motywacją jest ochrona ludności przed przedwczesną śmiercią związaną z zachorowaniem na choroby nowotworowe: całego układu oddechowego (najczęściej gardła, przełyku, płuc), pokarmowego, rodnego, moczowego,  Argumentują, że korporacje sprzedające napoje naśladują taktyki przemysłu tytoniowego, jak np. finansowanie badań umniejszających szkodliwość ich produktów. W 2016 r. opisano takie niejawne sponsorowanie badań sięgające lat 1960. Debaty publiczne poprzedzające głosowania nad wprowadzeniem podatku cukrowego były w wielu krajach burzliwe – np. w Meksyku, gdzie lokalne lobby producentów oskarżało zachodnich biznesmenów o machinacje.

### Teoria ekonomiczna

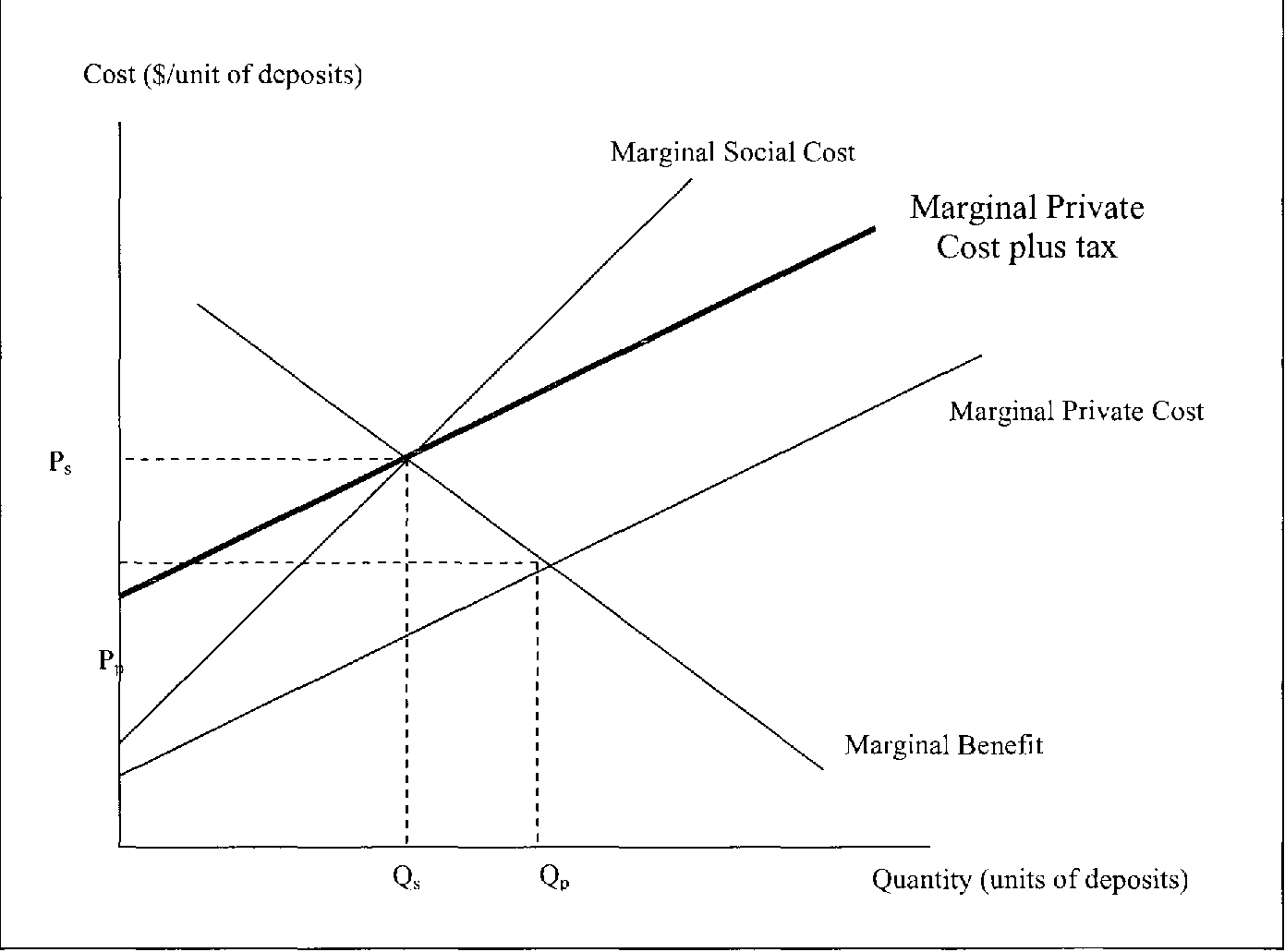
Według klasycznej mikroekonomii, dobrze wyznaczony podatek Pigou przywraca równowagę rynkową popytu i podaży na dane dobro do optymalnego poziomu, w którym krańcowy społeczny koszt odpowiada społecznemu zyskowi.

Zgodnie z teorią stojącą za stosowaniem podatków akcyzowych i podatków Pigou, narzędzia te zwiększają efektywność rynku (w sensie Pareto lub Kaldora-Hicksa) poprzez zawarcie w cenach dóbr i uczynienie widzialnymi towarzyszących im kosztów zewnętrznych i odroczonych (np. ograniczonej zdolności do pracy, i obciążenia usług opieki zdrowotnej) i innych prowadzących do zawodności rynku zniekształceń informacyjnych.
W klasycznym modelu podatku Pigou, krańcowa korzyść społeczna konsumpcji cukru jest niższa niż krańcowa korzyść prywatna. Różnicę pomiędzy nimi stanowi krańcowy koszt zewnętrzny. Prywatni konsumenci rozważają przy decyzjach ekonomicznych głównie ich bezpośrednio odczuwane przez siebie konsekwencje. Wskutek tego, ogólna podaż i popyt równoważą się na nieoptymalnie wysokim poziomie zgodnym jedynie z kosztami i korzyściami prywatnymi, a nie z pełnym rachunkiem społecznym, i ma miejsce zbędna strata społeczna. Dobrze wyznaczony podatek korekcyjny pozwala zawrzeć w cenach pominięty koszt zewnętrzny, przeciwdziałając zawodności i zwiększając efektywność rynku.
Incydencja takiego podatku zależy od elastyczności cenowych podaży i popytu objętych nim produktów. Niezależnie od tego, gdzie podatek jest pobierany, ciężar akcyzy ponoszą w większym stopniu producenci i sprzedawcy, jeśli konsumenci są mocno skłonni zastąpić słodzone napoje innymi dobrami, i vice versa. Elastyczności te wydają się w praktycznych oszacowaniach różnić pomiędzy krajami. W niektórych regionach takich jak Kolumbia napoje słodzone bywają przeciętnie tańsze od komercyjnej butelkowanej wody.
Według analizy Tax Policy Center, podatki cukrowe mogą być efektywnym narzędziem polityki zdrowotnej i społecznej, jednak powinny być projektowane z uwzględnieniem charakteru lokalnej gospodarki, ze względu na ich potencjalne efekty dystrybucyjne.

### Wyniki empiryczne
Według oszacowań empirycznych, akcyzy cukrowe zmniejszyły konsumpcję napojów słodzonych i przyniosły poprawę zdrowia publicznego m.in. w Meksyku, i w Kalifornii. Meta-analiza danych z USA, Meksyku, Brazylii i Francji z 2013 r. sugerowała, że podatki cukrowe mogą być skuteczne, choć do pewniejszych wniosków konieczne są dalsze badania. Przegląd 13 studiów przypadku z 2017 r. konkluduje, że akcyzy te generalnie osiągają zamierzone efekty – w różnorodnym stopniu, zależnym od regionu i konstrukcji prawa. Według badania z 2017 r., podatki cukrowe są ogólnie efektywne i redukują spożycie dosładzanych napojów oraz towarzyszące temu problemy, jednak efekt ten jest relatywnie mniejszy wśród osób już otyłych.